# Chris Hadfield
Chris Austin Hadfield (Sarnia, 29 de agosto de 1959) é um ex-astronauta canadense, o primeiro astronauta de seu país a fazer uma "caminhada espacial" e a comandar uma expedição na Estação Espacial Internacional.

## Biografia
Formado em engenharia mecânica, ele fez o curso de piloto de combate na força aérea canadense, graduando-se em 1983 e pilotando jatos CF-18 Hornet durante três anos. Cursou também a prestigiosa Escola de Piloto de Teste da Força Aérea dos Estados Unidos, na Base Aérea de Edwards, na Califórnia.
Em 1992, competindo com mais 5300 canadenses, ele foi selecionado para treinamento de astronauta pela Agência Espacial Canadense, sendo enviado para o Centro Espacial Lyndon B. Johnson, da NASA, em Houston, Texas. Após a conclusão do curso, ele trabalhou como CAPCOM de Houston em 25 missões do ônibus espacial.
Sua primeira missão no espaço foi na STS-74 Atlantis em novembro de 1995, missão conjunta da NASA e da Roskosmos, o Programa Shuttle-Mir, na função de especialista de missão, operando o Canadarm, o braço robótico canadense da Atlantis.
Na segunda viagem espacial, em 2001, como especialista de missão na STS-100 Endeavour, ele passou 14 horas e 54 minutos trabalhando fora da nave em dois turnos de atividades extra-veiculares, tornando-se o primeiro canadense a realizar tal feito. Nesta missão foi usado pela primeira vez o braço Canadarm2 da Estação Espacial Internacional.
Depois de seu retorno e até 2003, ele trabalhou como diretor de operações da NASA no Centro de Treinamento de Cosmonautas Yuri Gagarin, na Cidade das Estrelas, em Moscou.
Em 2003, após 25 anos de serviços na força aérea de seu país e com a patente de coronel, ele retirou-se da carreira militar, passando a atuar como astronauta civil da agência canadense e chefe de operações da Estação Espacial no escritório de astronautas da NASA.
Onze anos após seu segundo voo, Hadfield voltou ao espaço para ser o primeiro canadense a comandar uma expedição na Estação Espacial. Lançado do Cosmódromo de Baikonur em 19 de dezembro de 2012, ele integrou como engenheiro de voo a tripulação da nave Soyuz TMA-07M, que levou três astronautas à estação, onde completaram a Expedição 34 e iniciaram a Expedição 35, comandada por ele. Um dos fatos mais populares de sua participação nesta  missão foi o vídeo transmitido à Terra em que atua cantando a música "Space Oddity", de David Bowie, acompanhado de um violão – o vídeo tem mais de 30 milhões de acessos no Youtube – e trocando mensagens no Twitter com William Shatner, o capitão Kirk da série original Jornada nas Estrelas.

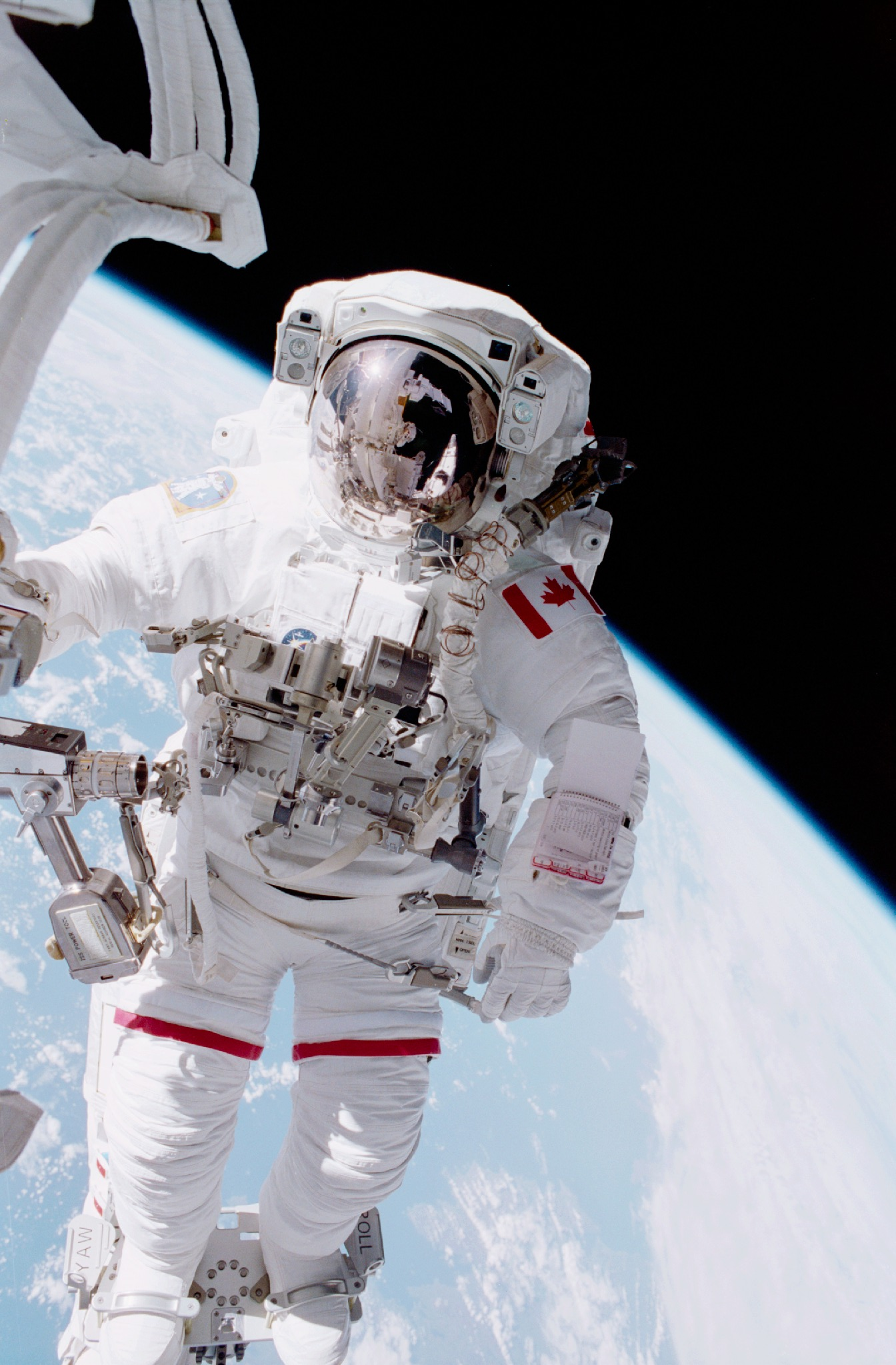
Chris Hadfield durante EVA na STS-100.

Cris Hadfield também gravou a musica  ISS: Is Somebody Singing no espaço, que foi gravada durante um streaming entre a Estação Espacial e um estúdio no Canadá. A música teve a participação do coral Wexford Gleeks, da Escola de Artes Wexford, em Toronto. É a primeira canção composta e gravada no espaço. O projeto foi uma colaboração de Chris Hadfield, comandante da Estação Espacial Internacional, e Ed Robertson, compositor e cantor da banda Barenaked Ladies. A bordo da estação o astronauta tambem compôs e gravou a primeira musica original feita no espaço,a musica natalina chamada "Jewel In The Night"
Hadfield retornou à Terra em 14 de maio de 2013 a bordo da nave Soyuz TMA-07M, comandada pelo cosmonauta russo Roman Romanenko, pousando suavemente nas estepes do Casaquistão, às 02:31 GMT. 
No dia 11 de junho de 2013, Hadfield anunciou sua aposentadoria,vindo a se aposentar dia 3 de julho para assumir novos desafios.

## Vida Pessoal
Chris Hadfield é casado com Helene Hadfield, e tem três filhos. Ele gosta de esquiar, tocar guitarra, cantar, escrever, correr, jogar vôlei e squash. Seus parentes, Roger e Eleanor Hadfield, residem perto de Milton. Sua mãe, Gwendoline Walter, reside em Victoria, B.C. Seu pai, Erhard Walter, é  falecido.

## Livros
Chris Hadfield é autor do livro 'GUIA DE UM ASTRONAUTA PARA VIVER BEM NA TERRA' (An Astronaut’s Guide to Life on Earth), lançado em 29 de outubro de 2013. O livro traz extraordinárias histórias sobre sua vida como astronauta. O conteúdo e a data de publicação do segundo livro ainda não foram divulgados. 

### Português
- Hadfield, Chris (2014). Guia de Um Astronauta Para Viver Bem na Terra. Brasil: Nova Fronteira. 304 páginas. ISBN 978-8522015825